# Кит (округ)
Округ Кит (англ. Keith County) — округ, расположенный в штате Небраска (США) с населением в 8368 человек по статистическим данным переписи 2010 года. Столица округа находится в городе Огаллала.

## История
Округ Кит был образован в 1873 году и получил своё официальное название в честь бабушки 18-го губернатора Небраски Кита Невилла.

## География
По данным Бюро переписи населения США округ Кит имеет общую площадь в 2875 квадратных километров, из которых 2748 кв. километров занимает земля и 127 кв. километров — вода. Площадь водных ресурсов округа составляет 4,37 % от всей его площади.

### Соседние округа
- Артур (Небраска) — север
- Мак-Ферсон (Небраска) — северо-восток
- Линкольн (Небраска) — восток
- Перкинс (Небраска) — юг
- Дуэл (Небраска) — запад
- Гарден (Небраска) — северо-запад
- Седжуик (Колорадо) — юго-запад

## Демография
По данным переписи населения 2000 года в округе Кит проживало 8875 человек, 2535 семей, насчитывалось 3707 домашних хозяйств и 5178 жилых домов. Средняя плотность населения составляла 3 человек на один квадратный километр. Расовый состав округа по данным переписи распределился следующим образом: 96,75 % белых, 0,08 % чёрных или афроамериканцев, 0,71 % коренных американцев, 0,17 % азиатов, 0,80 % смешанных рас, 1,49 % — других народностей. Испано- и латиноамериканцы составили 4,23 % от всех жителей округа.
Из 3707 домашних хозяйств в 30,20 % — воспитывали детей в возрасте до 18 лет, 58,60 % представляли собой совместно проживающие супружеские пары, в 7,00 % семей женщины проживали без мужей, 31,60 % не имели семей. 27,90 % от общего числа семей на момент переписи жили самостоятельно, при этом 13,50 % составили одинокие пожилые люди в возрасте 65 лет и старше. Средний размер домашнего хозяйства составил 2,37 человек, а средний размер семьи — 2,89 человек.
Население округа по возрастному диапазону по данным переписи 2000 года распределилось следующим образом: 25,30 % — жители младше 18 лет, 5,70 % — между 18 и 24 годами, 25,30 % — от 25 до 44 лет, 25,40 % — от 45 до 64 лет и 18,40 % — в возрасте 65 лет и старше. Средний возраст жителей округа составил 41 год. На каждые 100 женщин в округе приходилось 96,50 мужчин, при этом на каждых сто женщин 18 лет и старше приходилось 92,80 мужчин также старше 18 лет.
Средний доход на одно домашнее хозяйство в округе составил 32 325 долларов США, а средний доход на одну семью в округе — 39 118 долларов. При этом мужчины имели средний доход в 26 523 доллара США в год против 19 024 долларов США среднегодового дохода у женщин. Доход на душу населения в округе составил 17 421 доллар США в год. 6,60 % от всего числа семей в округе и 9,30 % от всей численности населения находилось на момент переписи населения за чертой бедности, при этом 13,10 % из них были моложе 18 лет и 8,20 % — в возрасте 65 лет и старше.

## Основные автодороги
- I-80
- US 26
- US 30
- Автомагистраль 61
- Автомагистраль 92

## Населённые пункты

### Город
- Огаллала

### Деревни
- Брул
- Пакстон

### Статистически обособленные местности
- Кистоун
- Лимойн
- Роско
- Белмар
- Мартин
- Сарбен